# Hjärtnebulosan
Hjärtnebulosan, eller IC 1805, är en emissionsnebulosa i stjärnbilden Cassiopeja, som ligger på ett avstånd av 7 500 ljusår från jorden.
Nebulosan kallas också ibland för Running Dog nebula.
Nebulosans fullständiga form är lätt att upptäcka med moderna teleskop men på 1800-talet gick enbart de ljusstarkaste delarna att se. Detta ledde till Hjärtnebulosan först listades som flera olika nebulosor. Nebulosan lyser starkt i röda våglängder på grund av upphettad vätgas.
Hjärtnebulosan har en annan nebulosa som granne i öster, som heter Själnebulosan. Nebulosorna nämns ofta tillsammans, som "Själ och hjärta" (Heart and Soul).